# Acheliana tropicalis
Acheliana tropicalis là một loài nhện biển trong họ Ammotheidae. Chúng được miêu tả khoa học năm 1971 bởi Arnaud.